# Reinøya
Reinøya és una illa del municipi de Karlsøy, al comtat de Troms, Noruega. Amb 147 quilòmetres quadrats es troba just a l'est de la gran illa de Ringvassøya, i la petita illa de Karlsøya es troba al nord de l'illa. L'Ullsfjorden es troba al llarg de la costa oriental de l'illa.
La part sud de l'illa era part del municipi de Tromsø fins a l'1 de gener de 2008, quan es va traslladar al municipi de Karlsøy. Existeix un túnel encara no acabat del tot que connectarà les illes de Reinøya i Ringvassøya. Aquest túnel serà acabat a finals de 2015.